# Marcial Toledano
Marcial Toledano Vargas (Talavera de la Reina, 1980) es un dibujante de historietas, ilustrador y diseñador gráfico español. Publica sus cómics para el mercado francés.

## Biografía y obra
Marcial Toledano creció leyendo a Jean Giraud y Tintín, sin desdeñar el manga ni el cómic estadounidense.
Estudió Bellas Artes en la Universidad Complutense de Madrid, conociendo en su primer año a José Manuel Robledo. Desde 2001 y con la firma Robledo+mtv empezaron a publicar juntos en la revista de tendencias "Belio Mgz"; con la firma de Grupo Excéntrico y acompañados por Laura López, a participar en los Premios Injuve.
En 2003, los tres colaboraron en la obra colectiva Tapa Roja (Ediciones Sinsentido).
En diciembre de 2006, Diábolo Ediciones editó una recopilación de la obra conjunta de Robledo y Toledano con el título de Monito Cádaver.
En 2008, después de firmar un contrato con la editorial francesa Dargaud, ambos iniciaron la trilogía Ken Games, encargándose Robledo del guion y Toledano de los dibujos. Por esta obra de serie negra, fueron nominados en 2010 a mejor álbum, guion y dibujo, en el Salón del cómic de Barcelona y a mejor álbum en Expocómic.